# Ivars Godmanis
Ivars Godmanis (Riga, 27 novembre 1951) è un politico lettone, per due volte Primo ministro (1990 - 1993 e 2007 - 2009).

## Carriera
È stato il primo a ricoprire la carica di Primo Ministro della Lettonia, dal 1990 al 1993, dopo l'indipendenza dall'Unione Sovietica, proclamata nel 1990. Ha dovuto affrontare, quindi, la transizione dall'economia comunista a quella capitalista. In seguito è stato Ministro delle Finanze dal 1998 al 1999. Sebbene inizialmente associato al Fronte Popolare della Lituania, in seguito è passato al partito Via Lettone, partito del quale è oggi il leader. Le elezioni parlamentari del 2006 hanno riportato il partito in Parlamento e Godmanis è diventato Ministro dell'Interno.
Il 14 dicembre 2007 è stato nominato Primo ministro dal Presidente della Repubblica, Valdis Zatlers. Il 20 dicembre il suo governo ha ottenuto l'approvazione del Parlamento, con 54 voti a favore e 43 voti contro.
Il 18 giugno 2008 rimase ferito in un incidente automobilistico. Il 19 settembre 2008 sostituì Roger Taylor alla batteria all'esibizione dei Queen + Paul Rodgers in "All Right Now" in un concerto a Riga.
I problemi economici e le accuse di corruzione causarono il crollo della popolarità del governo di Godmanis. Nel gennaio 2009 le proteste contro il governo si trasformarono nei più gravi scontri di cui la nazione abbia avuto esperienza a partire dalla riconquista dell'indipendenza, nel 1991. Il 20 febbraio 2009 Godmanis si dimise da Primo Ministro insieme al resto del governo, in seguito alle accuse di cattiva gestione della crisi economica. Il 26 febbraio 2009 il Presidente Valdis Zatlers ha nominato l'ex Ministro delle Finanze Valdis Dombrovskis nuovo Primo Ministro. Valdis Dombrovskis è stato infine confermato dal Saeima (il Parlamento lettone) il 12 marzo 2009, giorno in cui poi ha giurato.
In giugno 2009 è stato eletto in Parlamento Europeo dal partito "LPP/LC" (il Primo Partito di Lettonia - Via Lettone).